# Saint-Claud
Saint-Claud (Sent Claud en occitan) est une commune du Sud-Ouest de la France, située dans le département de la Charente (région Nouvelle-Aquitaine).
Ses habitants sont les Saint-Claudais et les Saint-Claudaises.

## Géographie

### Localisation et accès
Saint-Claud est un chef-lieu de canton du nord-est de la Charente situé à 8 km au nord-est de Chasseneuil et 36 km d'Angoulême.
Le bourg est aussi à 9 km à l'ouest de Roumazières-Loubert, 12 km au sud de Champagne-Mouton, 21 km au sud-ouest de Confolens, 22 km à l'est de Mansle, 25 km au sud-est de Ruffec, 62 km de Limoges.
Saint-Claud est au croisement de deux routes, la D 951, portion de la route Centre-Europe Atlantique qui va de Bordeaux ou La Rochelle, Saintes et Angoulême à Guéret, Montluçon et Mâcon par Chasseneuil et Confolens, et la D 739, au trafic moindre, qui va de Limoges à Rochefort par Fontafie (N 141) et Mansle.
Du bourg démarre aussi la D 28 qui va vers Champagne-Mouton.
Des routes départementales de moindre importance sillonnent aussi la commune : D 172, D 174, D 175, D 346, ainsi que de nombreuses routes communales.
De par la population, la commune ne vient qu'au deuxième rang de son canton, après Chasseneuil.

### Hameaux et lieux-dits
Quelques gros hameaux parsèment la commune : Chalais, Chez Tarlot ou Négret (orthographié aussi Negret), Chez Chadiat, Chez Mancier, le Breuil (au nord-est du bourg), Chez Robinet, etc..

### Communes limitrophes
| Parzac      | Le Grand-Madieu | Saint-Laurent-de-Céris   |
| Cellefrouin | Saint-Claud     | Terres-de-Haute-Charente |
|             | Lussac          | Nieuil                   |

### Géologie et relief
La commune se situe sur les derniers plateaux calcaires du Bassin aquitain en allant vers la Charente limousine.
Les plateaux datent du Jurassique inférieur et sont recouverts d'altérite et argile rouge à silex, dépôts tertiaires en provenance du Massif central tout proche (à Genouillac), principalement sur la moitié orientale de la commune,,.
Le terrain karstique a donné naissance à un petit gouffre, situé Chez Tarlot.
Le relief est un plateau d'altitude moyenne 190 m, avec une vallée assez profonde et aux parois assez marquées qui est celle du Son. Le point le plus bas, en aval près de Chalais, en est de 107 m, et le point le plus élevé, 222 m, à la chapelle de Négret.

### Hydrographie

#### Réseau hydrographique

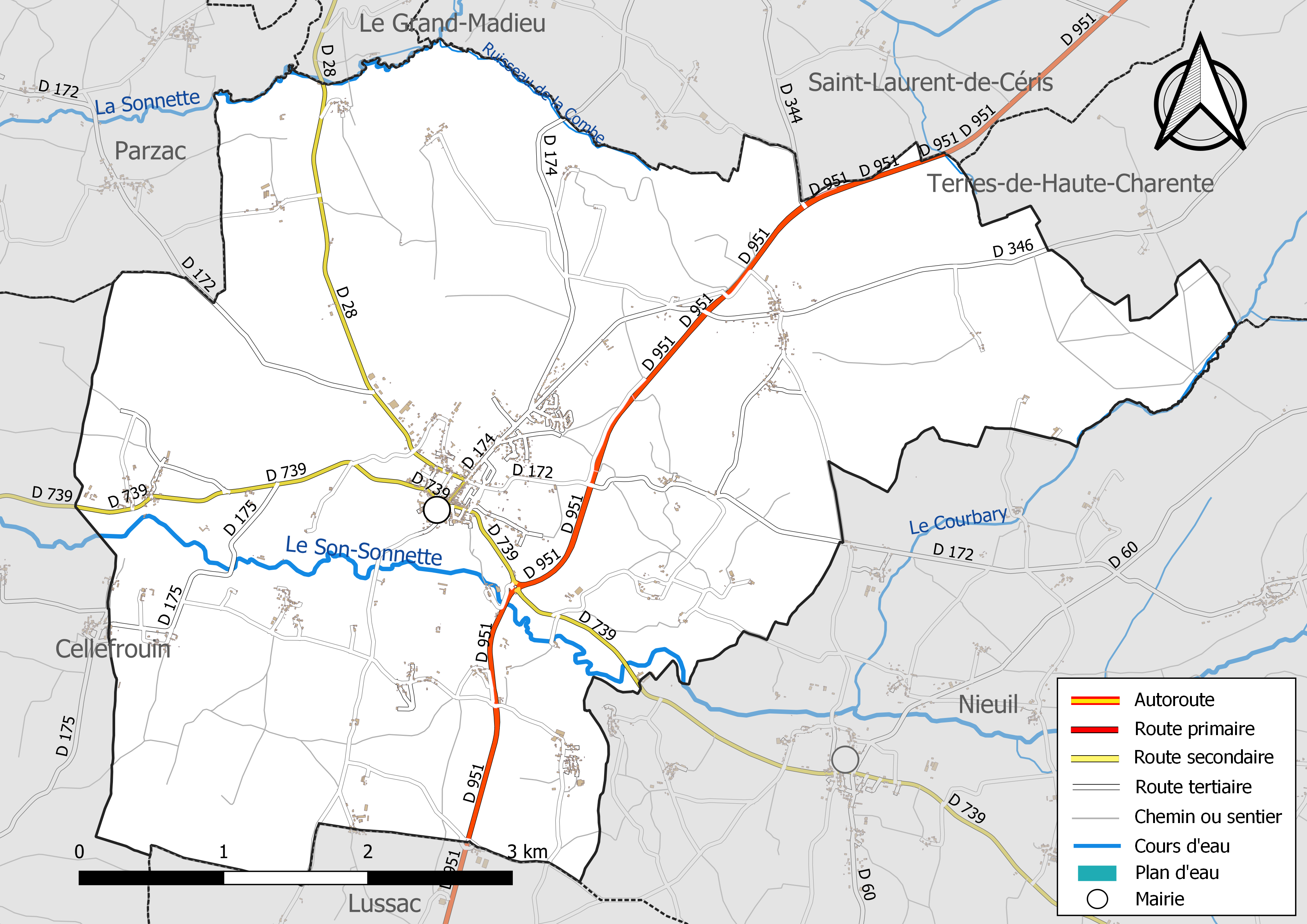
Réseaux hydrographique et routier de Saint-Claud.

La commune est située dans le bassin versant de la Charente au sein du Bassin Adour-Garonne. Elle est drainée par la Sonnette, le Courbary, le ruisseau de la Combe et par un petit cours d'eau, qui constituent un réseau hydrographique de 10 km de longueur totale,.
Le bourg de Saint-Claud surplombe la vallée du Son, qui traverse la commune d'est en ouest. Le Son rejoint la Sonnette pour former le Son-Sonnette qui se jette dans la Charente en amont de Mansle.
La Sonnette sert de limite septentrionale à la commune.

#### Gestion des eaux
Le territoire communal est couvert par le schéma d'aménagement et de gestion des eaux (SAGE) « Charente ». Ce document de planification, dont le territoire correspond au bassin de la Charente, d'une superficie de 9 300 km2, a été approuvé le 19 novembre 2019. La structure porteuse de l'élaboration et de la mise en œuvre est l'établissement public territorial de bassin Charente. Il définit sur son territoire les objectifs généraux d’utilisation, de mise en valeur et de protection quantitative et qualitative des ressources en eau superficielle et souterraine, en respect des objectifs de qualité définis dans le troisième SDAGE  du Bassin Adour-Garonne qui couvre la période 2022-2027, approuvé le 10 mars 2022.

### Climat
Comme dans une grande partie du département, le climat est océanique aquitain, mais légèrement dégradé car la commune se situe aux abords de la Charente limousine.

### Végétation
La commune est assez boisée[réf. nécessaire]. Le reste se partage entre polyculture (céréales) et élevage (ovins, bovins).

## Urbanisme

### Typologie
Au 1er janvier 2024, Saint-Claud est catégorisée commune rurale à habitat dispersé, selon la nouvelle grille communale de densité à 7 niveaux définie par l'Insee en 2022.
Elle est située hors unité urbaine et hors attraction des villes,.

### Occupation des sols
L'occupation des sols de la commune, telle qu'elle ressort de la base de données européenne d’occupation biophysique des sols Corine Land Cover (CLC), est marquée par l'importance des territoires agricoles (71,1 % en 2018), en diminution par rapport à 1990 (71,9 %). La répartition détaillée en 2018 est la suivante : 
prairies (25,9 %), terres arables (24,7 %), forêts (24,7 %), zones agricoles hétérogènes (20,5 %), zones urbanisées (3,3 %), milieux à végétation arbustive et/ou herbacée (0,9 %). L'évolution de l’occupation des sols de la commune et de ses infrastructures peut être observée sur les différentes représentations cartographiques du territoire : la carte de Cassini (XVIIIe siècle), la carte d'état-major (1820-1866) et les cartes ou photos aériennes de l'IGN pour la période actuelle (1950 à aujourd'hui).

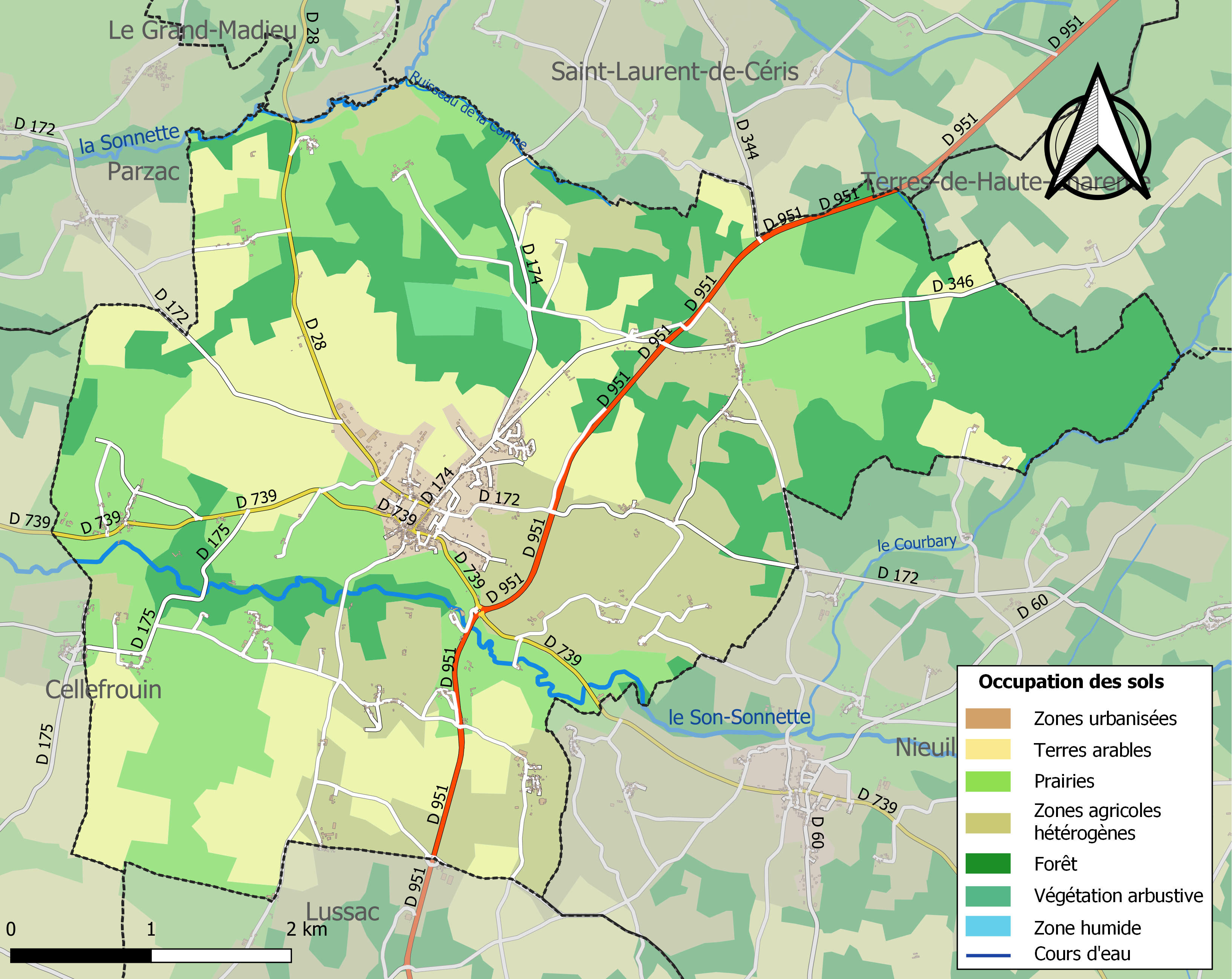
Carte des infrastructures et de l'occupation des sols de la commune en 2018 (CLC).

### Risques majeurs
Le territoire de la commune de Saint-Claud est vulnérable à différents aléas naturels : météorologiques (tempête, orage, neige, grand froid, canicule ou sécheresse) et séisme (sismicité faible). Il est également exposé à un risque technologique, le transport de matières dangereuses. Un site publié par le BRGM permet d'évaluer simplement et rapidement les risques d'un bien localisé soit par son adresse soit par le numéro de sa parcelle.

#### Risques naturels

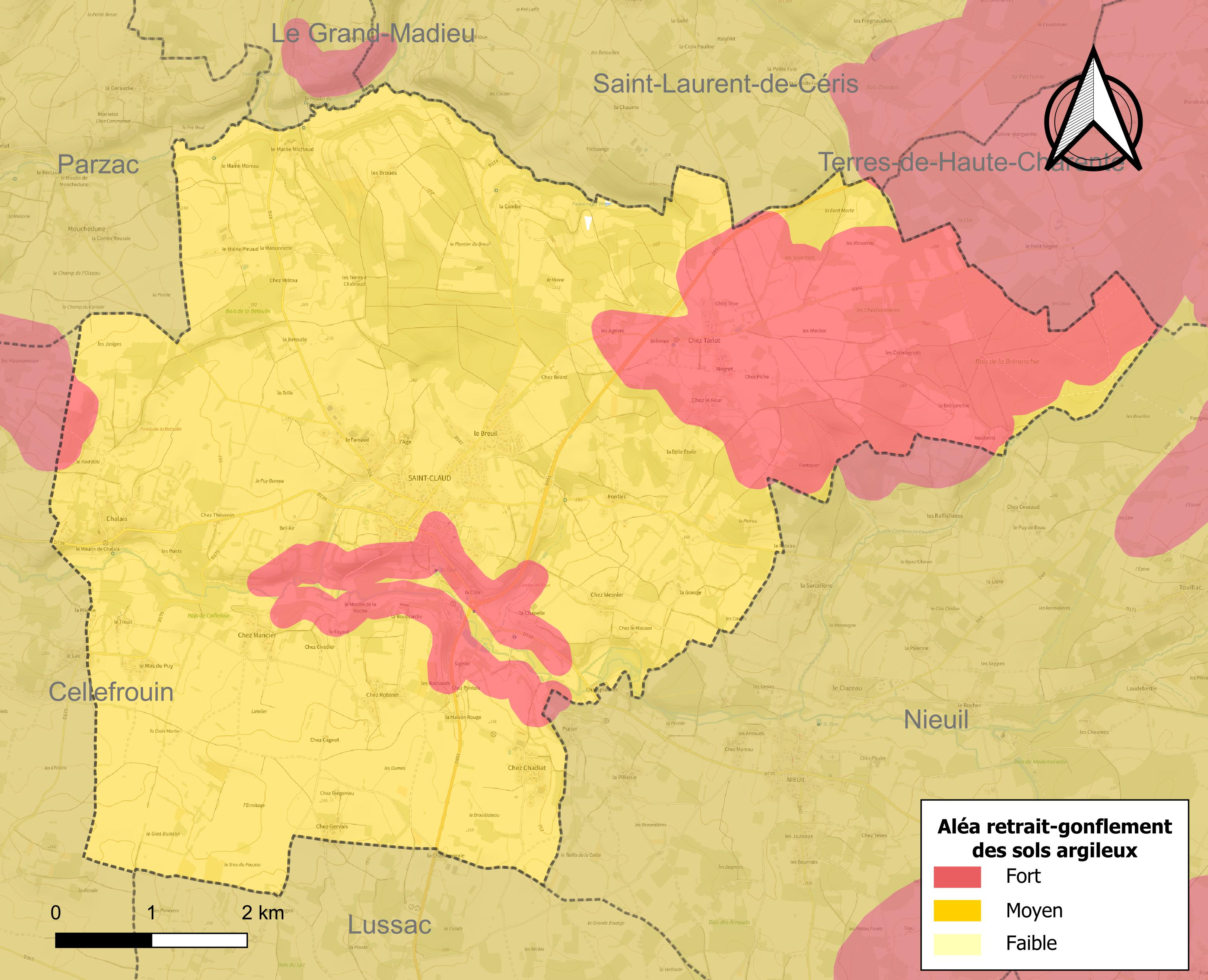
Carte des zones d'aléa retrait-gonflement des sols argileux de Saint-Claud.

Le retrait-gonflement des sols argileux est susceptible d'engendrer des dommages importants aux bâtiments en cas d’alternance de périodes de sécheresse et de pluie. La totalité de la commune est en aléa moyen ou fort (67,4 % au niveau départemental et 48,5 % au niveau national). Sur les 664 bâtiments dénombrés sur la commune en 2019, 664 sont en aléa moyen ou fort, soit 100 %, à comparer aux 81 % au niveau départemental et 54 % au niveau national. Une cartographie de l'exposition du territoire national au retrait gonflement des sols argileux est disponible sur le site du BRGM,.
Par ailleurs, afin de mieux appréhender le risque d’affaissement de terrain, l'inventaire national des cavités souterraines permet de localiser celles situées sur la commune.
La commune a été reconnue en état de catastrophe naturelle au titre des dommages causés par les inondations et coulées de boue survenues en 1982, 1983 et 1999. Concernant les mouvements de terrains, la commune a été reconnue en état de catastrophe naturelle au titre des dommages causés par des mouvements de terrain en 1999.

#### Risques technologiques
Le risque de transport de matières dangereuses sur la commune est lié à sa traversée par une ou des infrastructures routières ou ferroviaires importantes ou la présence d'une canalisation de transport d'hydrocarbures. Un accident se produisant sur de telles infrastructures est susceptible d’avoir des effets graves sur les biens, les personnes ou l'environnement, selon la nature du matériau transporté. Des dispositions d’urbanisme peuvent être préconisées en conséquence.

## Toponymie
Les formes anciennes latinisées sont Sanctus Clodoardus au XIIIe siècle, Sanctus Clodoaldus en 1345.
Saint-Claud s'appelait Civrac ou Sivrac (Severiacum) avant le XIIe siècle.
L'origine du nom de Saint-Claud serait celle d'un ermite, Clodoald, qui a vécu toute sa vie ici et a été enterré à l'église et dont on peut voir encore le tombeau. La légende aurait ensuite fait la confusion avec Clodoald (saint Cloud), fils du roi Clodomir au VIe siècle et petit-fils de Clovis et de Clotilde, qui, alors qu'il fuyait ses oncles, se serait reposé près de la fontaine de Champlâpre,.
Pendant la Révolution, la commune s'est appelée provisoirement Claud-la-Montagne ou Clos-la-Montagne.

### Dialecte
La commune est dans la partie occitane de la Charente qui en occupe le tiers oriental, et le dialecte est marchois. Elle se nomme Sent Claud en occitan.

## Histoire
Au Moyen Âge, Saint-Claud abritait un prieuré dépendant de l'abbaye de Charroux, dans lequel était vénéré l'ermite Clodoald. Ce dernier a été cité par l'évêque Girard pour régler un différend entre l'abbaye et le prieuré.
La chapelle prieurale où a vécu cet ermite était située sur la route de Nieuil dans la vallée du Son. Cette chapelle, de reconstruction récente, était dédiée à saint Sulpice avant d'être nommée saint Eutrope, du nom de la fontaine toute proche. Cette chapelle faisait encore jusqu'à récemment l'objet d'un pèlerinage paroissial chaque 30 avril.
Au cours du Moyen Âge, Saint-Claud se trouvait, avec Le Grand-Madieu et Cellefrouin, sur un itinéraire secondaire est-ouest fréquenté par les pèlerins qui allaient au sanctuaire de Saint-Jacques-de-Compostelle et aux reliques de saint Eutrope à Saintes.
Saint-Claud a été ensuite le siège d'une châtellenie dépendant de la baronnie de La Rochefoucauld. L'ancien château était situé à l'Age.
Le tombeau de saint Claud, situé dans l'église actuelle, a été brisé lors des guerres de religion. Il est pris dans un massif de maçonnerie appartenant à l'église primitive, compris dans la basilique refaite au XVe siècle par les La Rochefoucauld, dont on peut voir les armes à l'intérieur comme à l'extérieur du bâtiment.
Au nord de la commune, Négret était une ancienne paroisse, dont l'église, refaite aux XVe et XVIe siècles, remonte au XIe siècle. Des processions du Limousin y avaient lieu chaque année le 2 février pour vénérer saint Blaise.
Le village de Chalais avait aussi un prieuré dépendant de l'abbaye de Charroux; il a été réuni à ceux de Saint-Claud et de Chavagnac (paroisse de Cellefrouin) après les guerres de religion.
Au tout début du XXe siècle, l'industrie dans la commune était représentée par plusieurs moulins dans la vallée du Son.
Des foires assez importantes avaient lieu au bourg le 26 de chaque mois.
Entre 1910 et 1954, la commune était aussi traversée par la voie ferrée de Roumazières à Ruffec et elle y possédait une gare.

## Administration

### Rattachements administratifs
Jusqu'à 2014, Saint-Claud était chef-lieu du canton de Saint-Claud. À la suite de la loi du 17 mai 2013 du redécoupage des cantons français, ce canton a été rattaché au nouveau canton de Charente-Bonnieure lors des élections départementales de 2015.

### Liste des maires

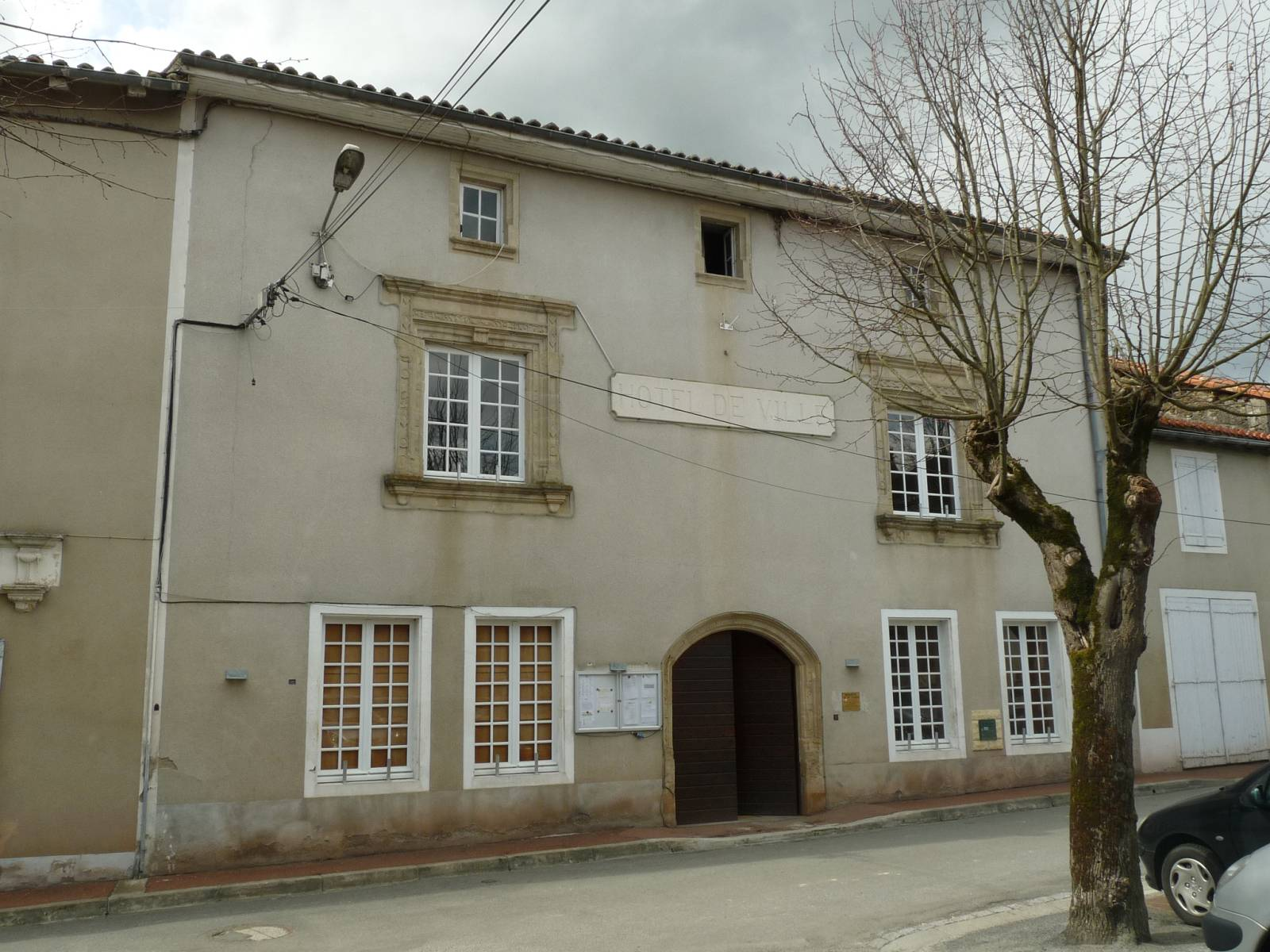
La mairie, place de la République.

| Période                                  | Période  | Identité                    | Étiquette | Qualité                           |
| ---------------------------------------- | -------- | --------------------------- | --------- | --------------------------------- |
| Les données manquantes sont à compléter. |          |                             |           |                                   |
| 1878                                     | 1891     | Henri Brumauld des Allées   |           |                                   |
| 1891                                     | 1904     | Jean Courteneuve            |           |                                   |
| 1904                                     | 1945     | Louis-Jean-Georges Feuillet |           |                                   |
| 1953                                     | 1981     | Roger Rémondet              |           |                                   |
| 1995                                     | 2008     | René Potevin                | UMP       |                                   |
| 2008                                     | 2014     | Joëlle Chardat              | SE        | Cadre des préfectures en retraite |
| 2014                                     | 2019     | Joël Baudet                 | SE        |                                   |
| 2019                                     | En cours | Pascal Dubuisson            | SE        |                                   |

## Démographie

### Évolution démographique
L'évolution du nombre d'habitants est connue à travers les recensements de la population effectués dans la commune depuis 1793. Pour les communes de moins de 10 000 habitants, une enquête de recensement portant sur toute la population est réalisée tous les cinq ans, les populations de référence des années intermédiaires étant quant à elles estimées par interpolation ou extrapolation. Pour la commune, le premier recensement exhaustif entrant dans le cadre du nouveau dispositif a été réalisé en 2006.

En 2022, la commune comptait 1 033 habitants, en évolution de −2,27 % par rapport à 2016 (Charente : −0,48 %, France hors Mayotte : +2,11 %).
| 1793  | 1800  | 1806  | 1821  | 1831  | 1841  | 1846  | 1851  | 1856  |
| ----- | ----- | ----- | ----- | ----- | ----- | ----- | ----- | ----- |
| 1 985 | 2 800 | 1 860 | 1 550 | 1 995 | 2 115 | 2 108 | 2 103 | 2 041 |

| 1861  | 1866  | 1872  | 1876  | 1881  | 1886  | 1891  | 1896  | 1901  |
| ----- | ----- | ----- | ----- | ----- | ----- | ----- | ----- | ----- |
| 1 881 | 1 938 | 1 770 | 1 822 | 1 915 | 1 872 | 1 805 | 1 806 | 1 729 |

| 1906  | 1911  | 1921  | 1926  | 1931  | 1936  | 1946  | 1954  | 1962  |
| ----- | ----- | ----- | ----- | ----- | ----- | ----- | ----- | ----- |
| 1 740 | 1 652 | 1 498 | 1 525 | 1 413 | 1 394 | 1 247 | 1 140 | 1 093 |

| 1968  | 1975  | 1982  | 1990  | 1999  | 2006  | 2011  | 2016  | 2021  |
| ----- | ----- | ----- | ----- | ----- | ----- | ----- | ----- | ----- |
| 1 051 | 1 004 | 1 128 | 1 128 | 1 062 | 1 094 | 1 056 | 1 057 | 1 040 |

| 2022  | - | - | - | - | - | - | - | - |
| ----- | - | - | - | - | - | - | - | - |
| 1 033 | - | - | - | - | - | - | - | - |

### Pyramide des âges
La population de la commune est relativement âgée.
En 2018, le taux de personnes d'un âge inférieur à 30 ans s'élève à 29,6 %, soit en dessous de la moyenne départementale (30,2 %). À l'inverse, le taux de personnes d'âge supérieur à 60 ans est de 33,5 % la même année, alors qu'il est de 32,3 % au niveau départemental.
En 2018, la commune comptait 506 hommes pour 550 femmes, soit un taux de 52,08 % de femmes, légèrement supérieur au taux départemental (51,59 %).
Les pyramides des âges de la commune et du département s'établissent comme suit.
| Hommes | Classe d’âge | Femmes |
| ------ | ------------ | ------ |
| 1,4    | 90 ou +      | 3,3    |
| 9,7    | 75-89 ans    | 13,9   |
| 20,4   | 60-74 ans    | 18,1   |
| 21,6   | 45-59 ans    | 21,9   |
| 15,5   | 30-44 ans    | 14,9   |
| 15,7   | 15-29 ans    | 13,4   |
| 15,6   | 0-14 ans     | 14,6   |

| Hommes | Classe d’âge | Femmes |
| ------ | ------------ | ------ |
| 1      | 90 ou +      | 2,7    |
| 9,2    | 75-89 ans    | 12     |
| 20,6   | 60-74 ans    | 21,3   |
| 20,7   | 45-59 ans    | 20,3   |
| 16,8   | 30-44 ans    | 16     |
| 15,6   | 15-29 ans    | 13,4   |
| 16,1   | 0-14 ans     | 14,3   |

### Remarque
Saint-Claud absorbe Negret avant 1801.

## Économie

### Commerces
Commerces d'alimentation au bourg.
Hôtels, restaurants, chambres d'hôtes.

## Équipements, services et vie locale

### Enseignement
Saint-Claud possède une école élémentaire publique comprenant quatre classes, dont une de maternelle. Le secteur du collège est Chasseneuil.

### Sports et activités
La piscine municipale découverte est ouverte en été les après-midi sauf lundi.
Le marché est le vendredi matin.
Le club de football, Sporting Club de Saint-Claud, compte deux équipes seniors évoluant en 4e et 5e division de district.

## Culture locale et patrimoine

### Lieux et monuments

#### Patrimoine religieux
- Le prieuré Saint-Sulpice qui dépendait de l'abbaye Saint-Pierre de Cellefrouin lui a été donné en 1050. Dans la crypte, le sarcophage brisé datant du XIe siècle serait la tombe de Saint-Claud. Elle a ensuite été appelée Saint-Eutrope, du nom de l'évêque de Saintes. L'église construite à la fin du XIVe siècle est inscrite monument historique depuis 1925[38].
- La chapelle de Négret, située à 2 km au nord-est du bourg, et son mémorial à la Résistance[39].

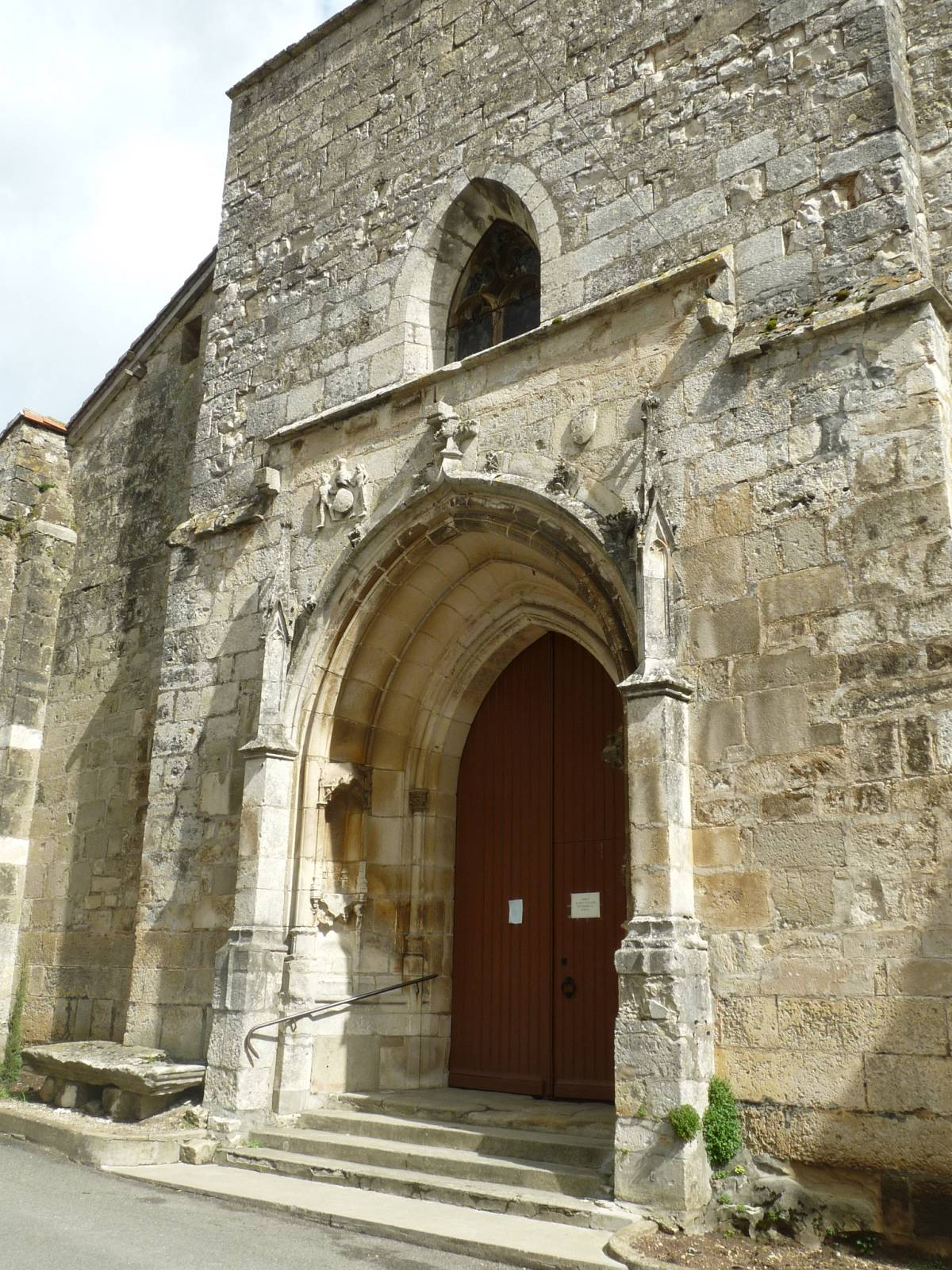
Le portail de l'église.
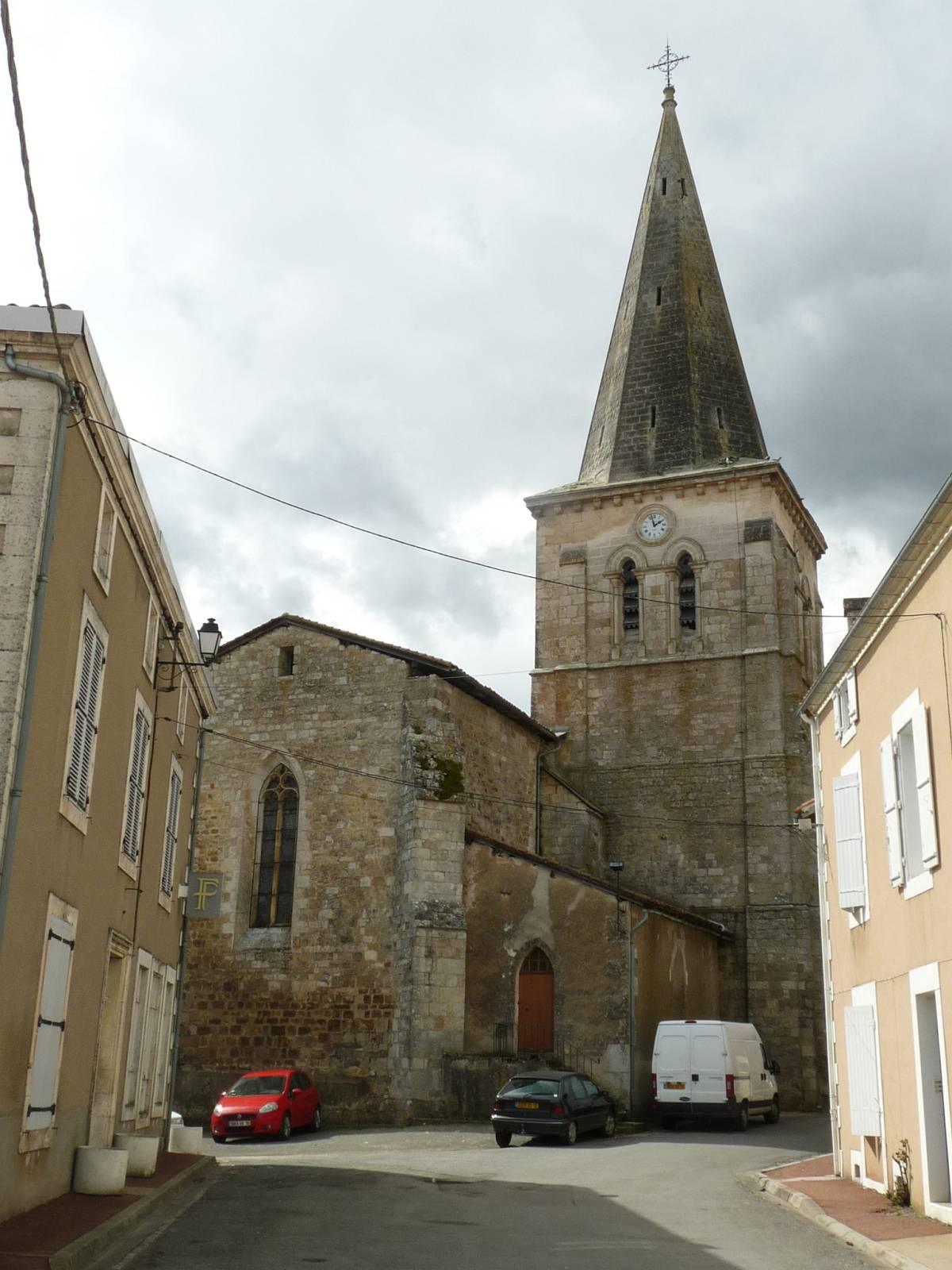
Son clocher.
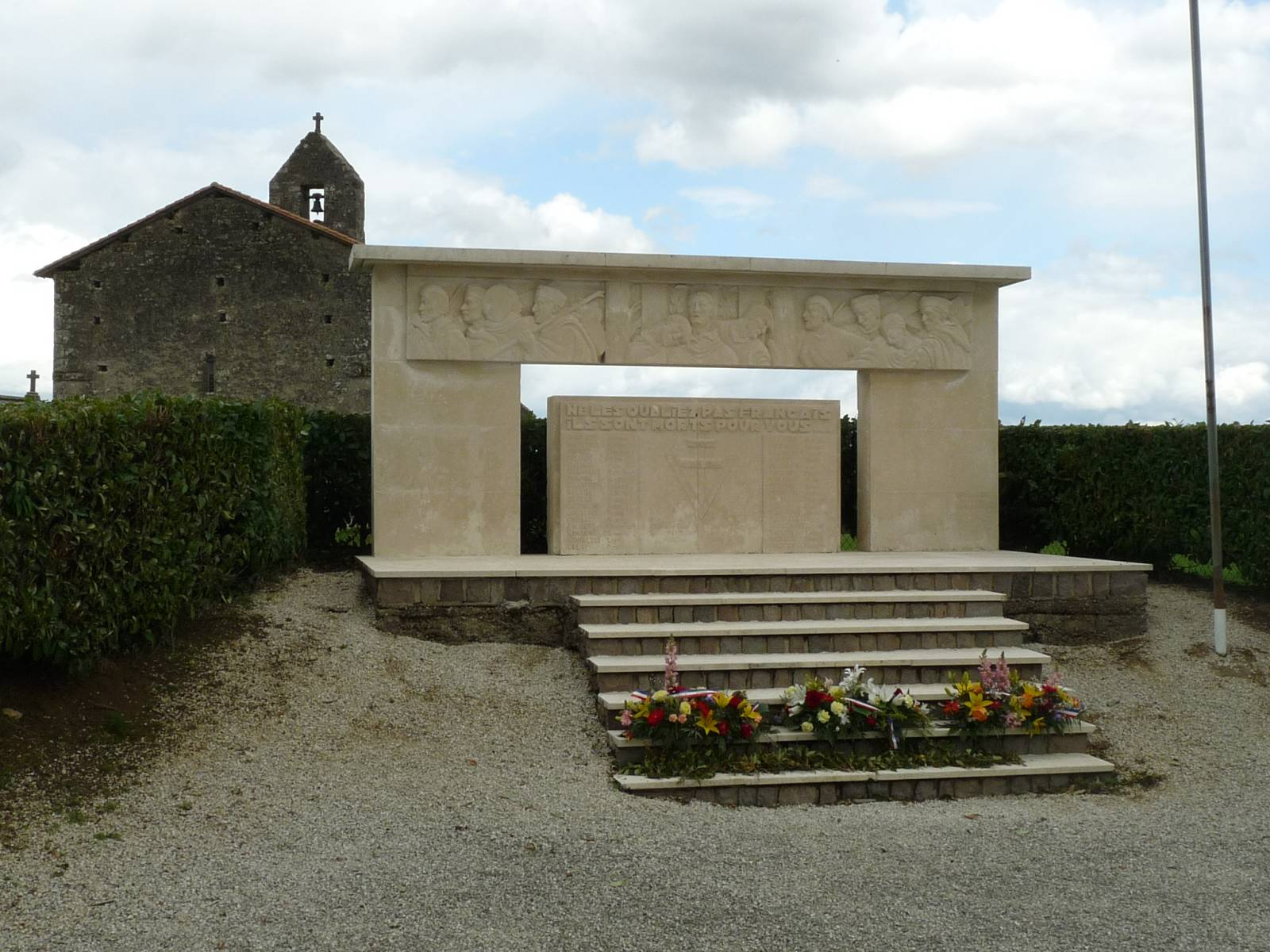
Chapelle de Négret et mémorial.

#### Patrimoine civil
- Le viaduc ferroviaire de la Sonnette est situé en limite de commune avec Le Grand-Madieu[40]. Il était emprunté par l'ancienne voie ferrée de Ruffec à Roumazières qui passait par Champagne-Mouton et Nieuil. Il est inscrit aux monuments historiques depuis 2004[39].
- Le château de la Boussardie et le manoir de Signac dominent la vallée du Son et font face au bourg.
- La fontaine auprès de laquelle Clodoald aurait vécu serait la fontaine de Champlâpre (ou Champelage), située près du bourg sur la route du Grand-Madieu. On lui prête depuis des vertus curatives[24].
- La fontaine Saint-Eutrope située au pied de la Chapelle sur la route de Nieuil a la même réputation que la précédente[24].
- Le monument aux morts, situé sur la place Sadi Carnot, au bord de l'avenue Pasteur (RD 739). Il est surmonté de la statue du Poilu au repos, réalisée par Étienne Camus.

### Personnalités liées à la commune
- René Doche-Delisle (1760-1834), député de la Charente au Conseil des Cinq-Cents, est né à Saint-Claud.
- Jean Frédéric Garnier (6 mars 1796 - Saint-Claud (Charente) † 19 mars 1873 - Angoulême), 2e comte de la Boissière, page de Napoléon Ier, chef d'escadron, député de la Charente (1839-1842, 1848), fondateur des forges de Chirac, maire de Chirac (1840-1843 et 1860-1873).
- L'abbé Jean-Pierre Rousselot, un des fondateurs de la phonétique expérimentale, est né le 10 octobre 1846 à Saint-Claud et mort le 16 décembre 1924 à Paris. Il a été professeur de phonétique expérimentale au Collège de France.

### Héraldique
| Blason de Saint-Claud | Blason  | De gueules semé d’étoiles d’or, au lion couronné du même brochant sur le tout. DeviseC'est mon plaisir. |
| Blason de Saint-Claud | Détails | Le statut officiel du blason reste à déterminer.                                                        |